# Charlotte Petersen
Charlotte Petersen (* 11. Juni 1904 in Niederschelden; † 1. August 1994) war eine deutsche Journalistin, die unter anderem für die Dill-Post arbeitete. Sie setzte sich für die Verständigung zwischen Menschen verschiedener Religionen und für die Versöhnung zwischen Juden und Christen ein.
Der ehemalige Bundespräsident Gustav Heinemann hat Charlotte Petersen einmal die „größte Bettlerin des Jahrhunderts“ genannt – als Lob für das Lebenswerk der von Statur kleinen, liebenswerten Frau aus Dillenburg. 1959 hatte Petersen bei einer Israel-Reise mit Hilda Heinemann Überlebende des KZ Wapniarka kennen gelernt. Von rund 3000 rumänischen, baltischen und bulgarischen Juden, die in dem südrussischen Konzentrationslager übelsten Menschenversuchen ausgesetzt wurden, überlebten nur einige hundert. Die meisten blieben Schwerbehinderte bis an ihr Lebensende. Eine Wiedergutmachung in Form einer Rente bekamen sie nicht, nur eine einmalige Abfindung in Höhe von 5000 Mark wurde den Opfern später von der Bundesrepublik gezahlt. „Um ein klein wenig von der Schuld der Deutschen abzutragen ...“, gründete die Dillenburger Journalistin das Wapniarka-Hilfswerk, das bis zu seiner Auflösung vor einigen Jahren 17 Millionen Mark für KZ-Überlebende sammeln konnte.
Das Lager Wapniarka lag in der damals von Rumänien vereinnahmten Provinz Transnistria, die seit dem Ende der Besatzung 1944 wieder zum größten Teil zur Ukraine gehört.
Im Jahre 1967 wurde Charlotte Petersen das Bundesverdienstkreuz erster Klasse verliehen. 1976 erhielt sie die Oranierplakette der Stadt Dillenburg.
Am 28. August 1983 wurde sie „in Anerkennung ihrer Verdienste um die Verständigung zwischen Menschen“ mit der Hedwig-Burgheim-Medaille der Stadt Gießen geehrt.
Seit dem 12. Juni 1986 ist Charlotte Petersen Ehrenbürgerin der Stadt Dillenburg.
1989 erhielt sie „für den Einsatz für die Opfer von Diktatur und Gewalt“ die nach Georg Fritze benannte Pfarrer-Georg-Fritze-Gedächtnisgabe des evangelischen Kirchenkreises Köln-Mitte.
In Anerkennung ihres Einsatzes für das Hilfswerk Wapniarka wurde ihr im Jahre 1990 vom Deutschen Koordinierungsrat der Gesellschaften für Christlich-Jüdische Zusammenarbeit die Buber-Rosenzweig-Medaille verliehen.
Im Jahr 1994 erhielt sie den Kulturehrenpreis der Stadt Dillenburg.
Seit dem Jahre 2001 wird alle zwei Jahre durch den Magistrat der Stadt Dillenburg die nach ihr benannte Charlotte-Petersen-Medaille „für Verdienste um die Verständigung zwischen den Menschen“ verliehen.
Die Biografie von Charlotte Petersen erschien 2014 im Albrecht Thielmann Verlag; Die größte Bettlerin des Jahrhunderts von Gerhard Zimmermann.

## Preisträger und Preisträgerinnen der Charlotte-Petersen-Medaille
- 2001 Martin Stöhr; Theologe, ehem. Präsident des Internationalen Rates der Christen und Juden
- 2003 Thea Altaras; Erhaltung der Synagogen in Hessen
- 2005 Ursula Vollmer; Gründerin des Vereins Aguablanca
- 2007 Eckhard Scheld; Studiendirektor an der WvO, Völkerverständigung zwischen Deutschland und den ost-europäischen Staaten
- 2009 Henry G. Brandt, Landesrabbiner; Augsburg, Verdienste um die Verständigung zwischen Christen und Juden
- 2011 Monica Kingreen; Diplom-Pädagogin und Mitarbeiterin des Fritz Bauer Instituts , Erforschung Geschichte der Juden und jüd. Gemeinden in Hessen
- 2013 Hartmut Schmidt; Frankfurt, Engagement für lebendige Erinnerungs- und Gedenkkultur in Deutschland
- 2016 Pfarrer Klaus Peter Mücke; Dillenburg, Engagements und Wirken im Sinne von Charlotte Petersen
- 2019 Gerhard Zimmermann; Dekan im Ruhestand, Biografie Petersens „Die größte Bettlerin des Jahrhunderts.“[11]
- 2021 Joachim Schaefer; Diplom-Theologe und Pastoralreferent der Domgemeinde Wetzlar, Einsatz gegen Antisemitismus u. Rechtsradikalismus
- 2023 Christph Heubner; Berlin, Exekutiv-Vizepräsident des Internationalen Auschwitz Komitee, Schriftsteller